# Pheronema hemisphaericum
Pheronema hemisphaericum är en svampdjursart som beskrevs av Gray 1873. Pheronema hemisphaericum ingår i släktet Pheronema och familjen Pheronematidae.
Artens utbredningsområde är havet kring Filippinerna. Inga underarter finns listade i Catalogue of Life.